# Hilliardiella
Hilliardiella H.Rob., 1999 è un genere di piante angiosperme dicotiledoni della famiglia delle Asteraceae.

## Etimologia
Il nome del genere è stato dato in onore della dottoressa Olive Mary Hilliard, esperta delle piante delle Asteraceae dell'Africa Meridionale.
Il nome scientifico del genere è stato definito per la prima volta dal botanico contemporaneo Harold Ernest Robinson (1932-2020) nella pubblicazione "Proceedings of the Biological Society of Washington" (Proc. Biol. Soc. Washington 112(1): 229) del 1999.

## Descrizione

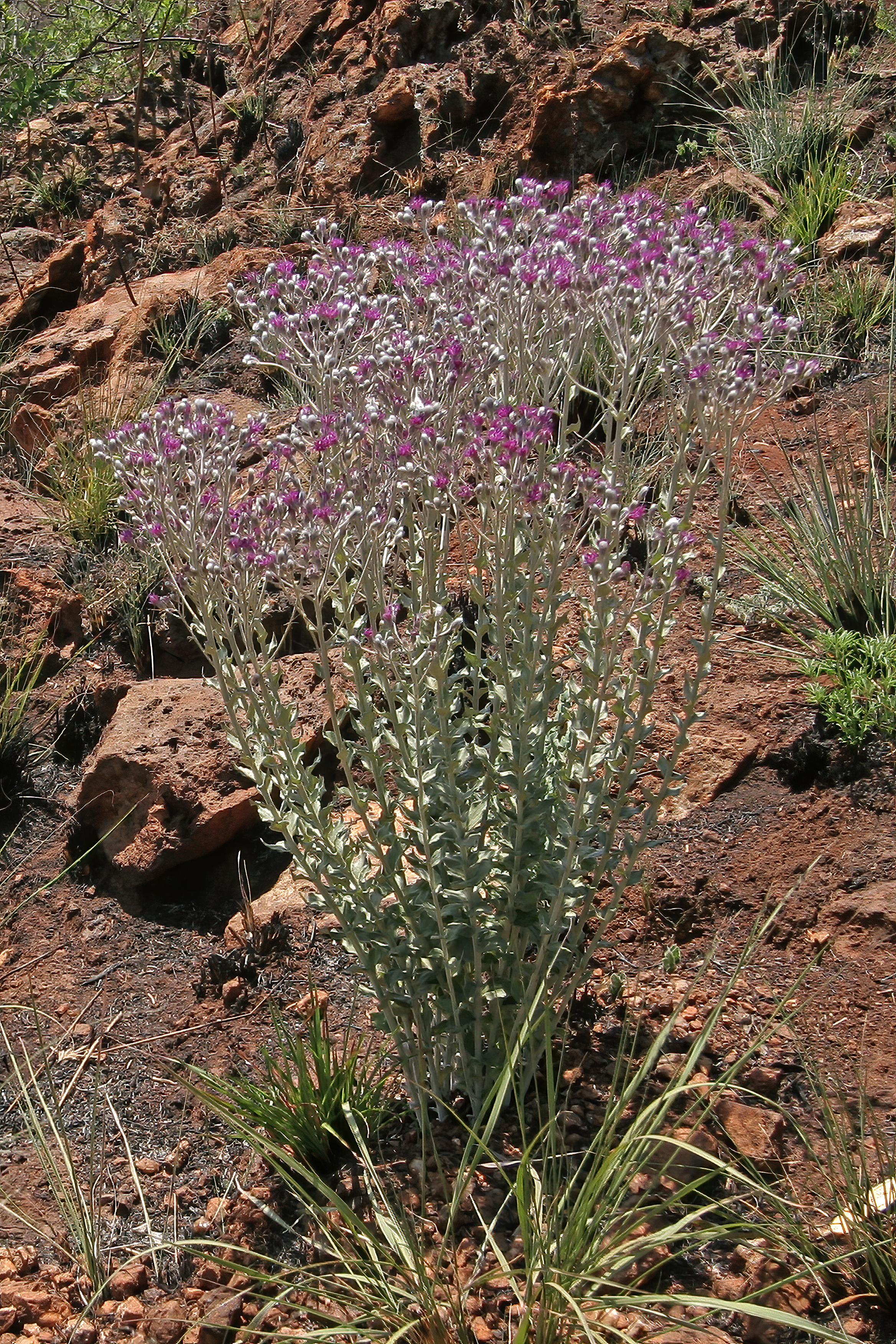
Il portamento
Hilliardiella oligocephala

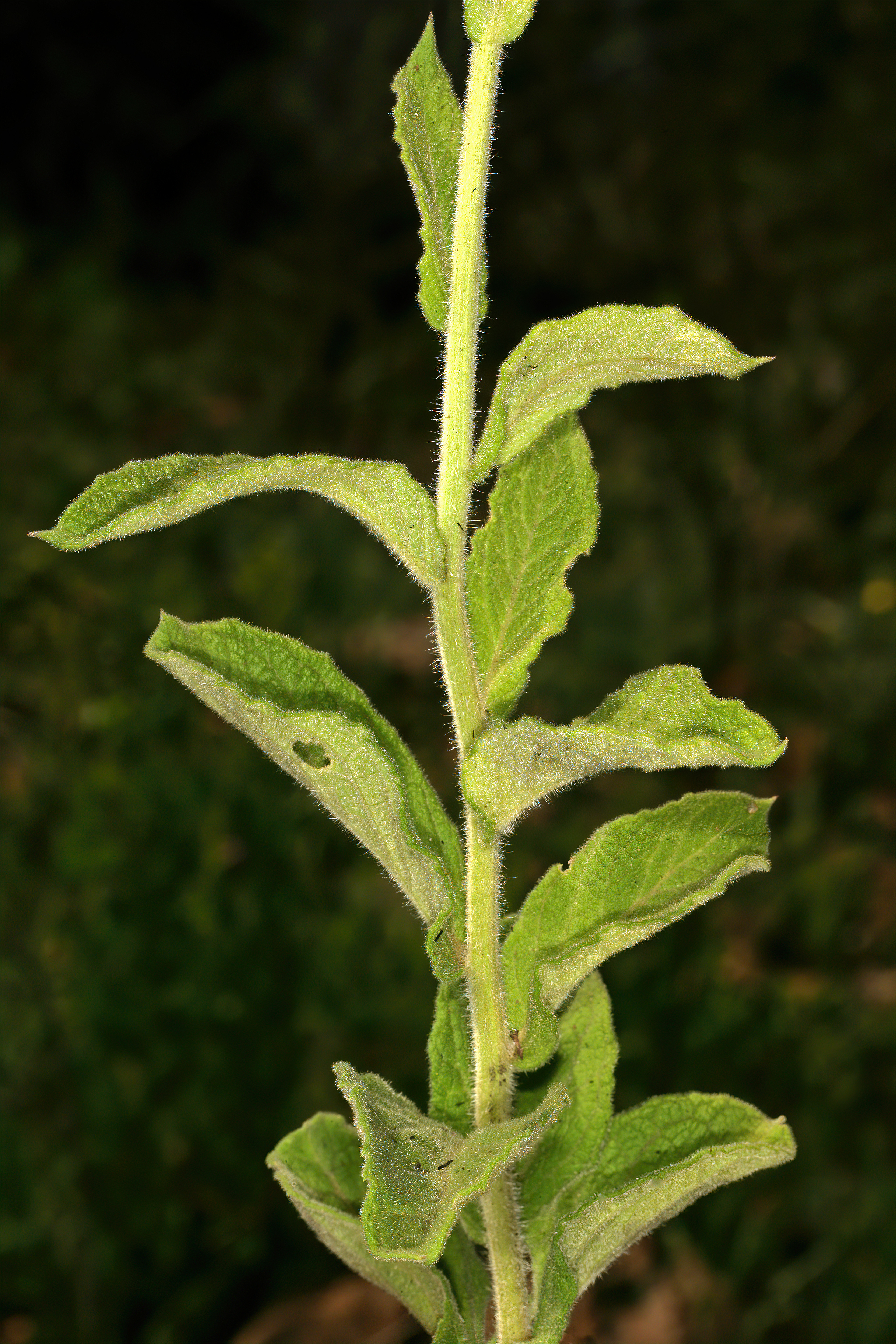
Le foglie
Hilliardiella hirsuta

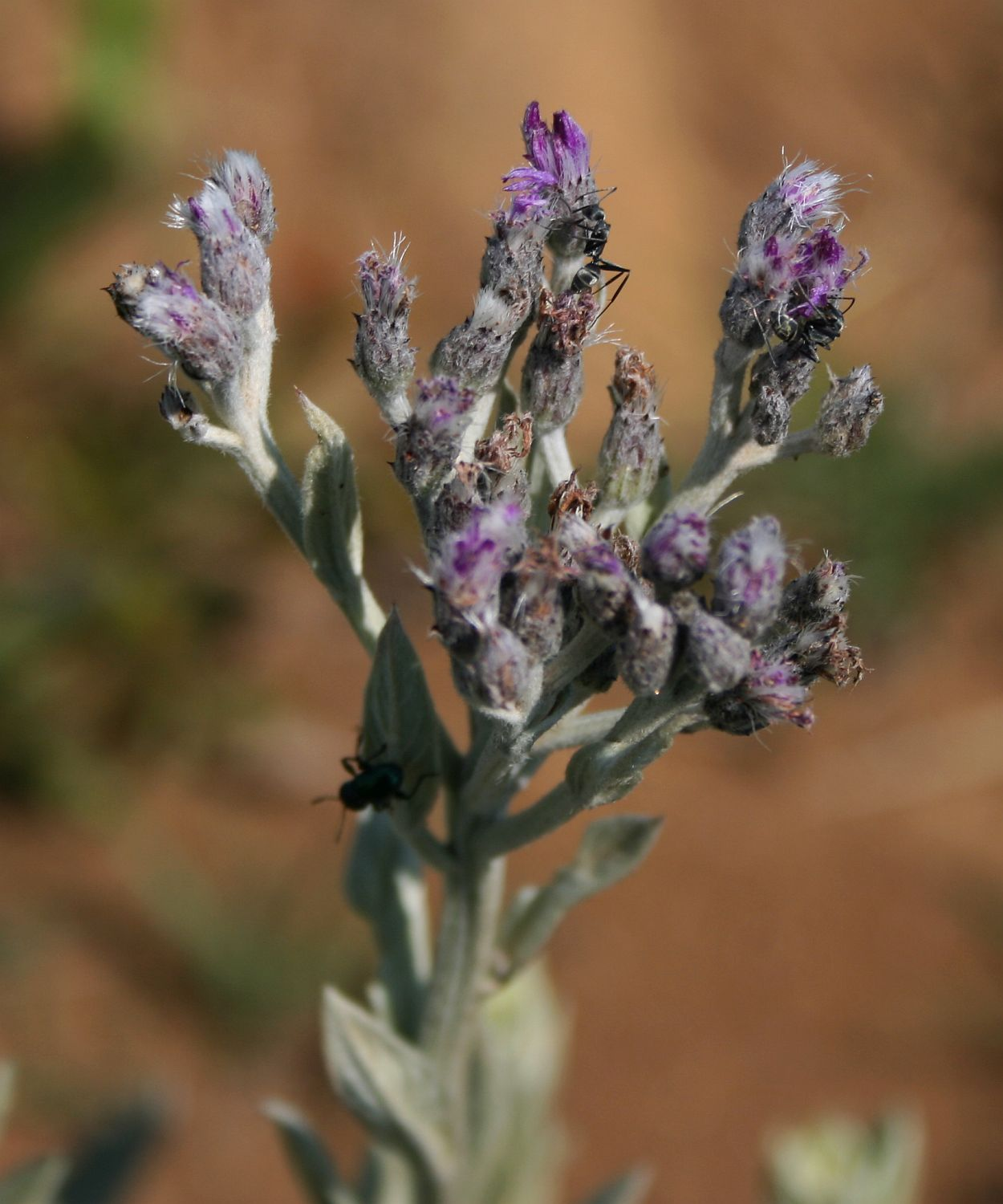
Infiorescenza
Hilliardiella aristata

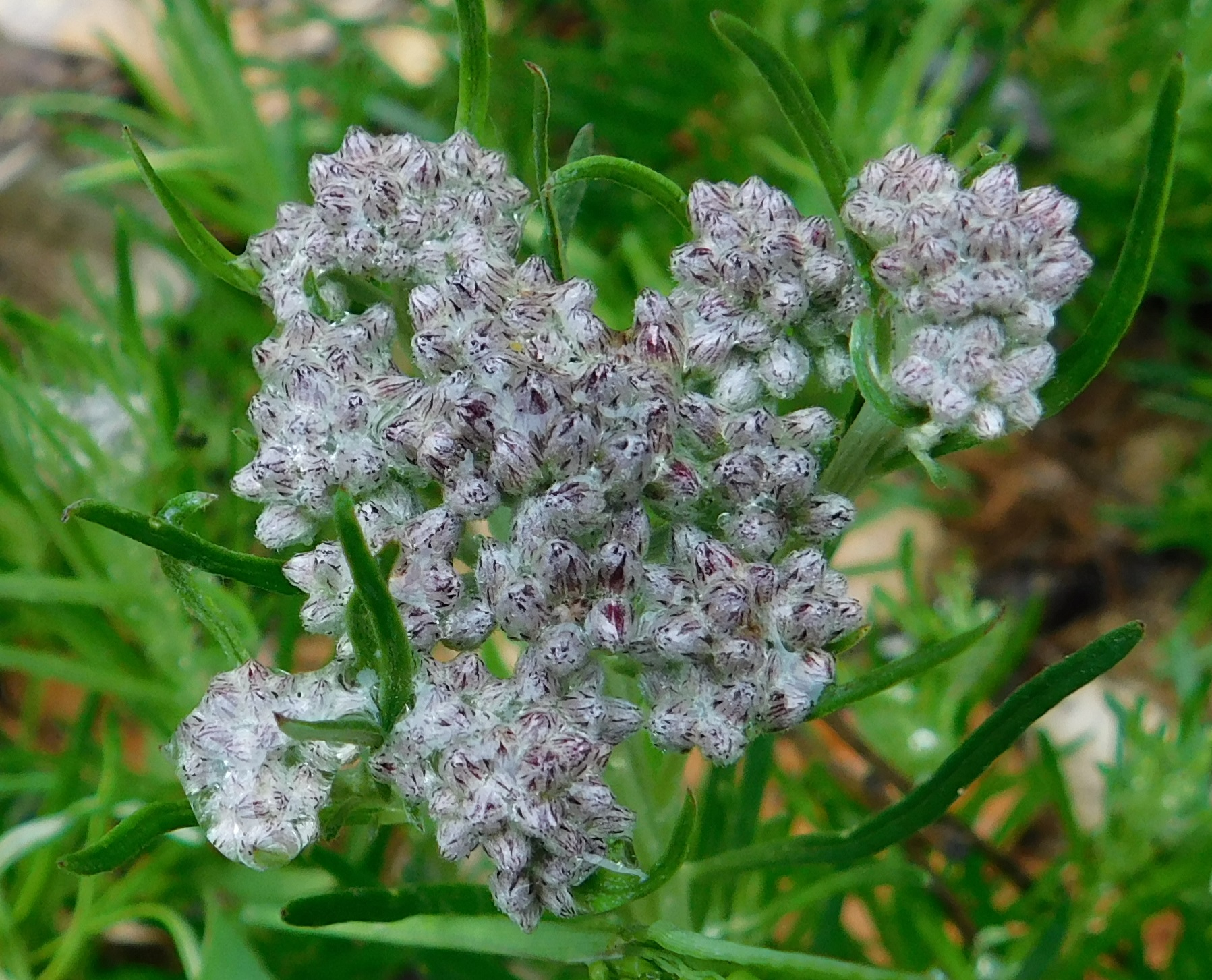
I fiori
Vernonia capensis

Le specie di questa voce sono erbacee perenni con fusti eretti annuali germoglianti da portainnesti tipo rizomi legnosi. La pubescenza è formata da peli semplici o simmetrici a forma di "T" o "Y". Gli organi interni di queste piante contengono lattoni sesquiterpenici.
In genere sono presenti sia foglie basali che cauline. Le foglie lungo il caule normalmente sono a disposizione alternata. Quelle basali (se presenti) spesso formano delle rosette. Quelle cauline sono subsessili. La forma della lamina (semplice o segmentata) varia da lineare a lanceolata o cordata. I bordi possono essere continui o seghettati. La superficie superiore è verde, quella inferiore è più scura con tricomi a "T". Le venature in genere sono pennate. Le stipole sono assenti.
Le infiorescenze sono composte da alcuni capolini terminali raggruppati in corimbi o pannocchie. I capolini, discoidi e peduncolati, sono formati da un involucro persistente a forma campanulata composto da brattee (o squame) all'interno delle quali un ricettacolo fa da base ai fiori tubulosi. Le brattee, circa 25 - 40, sono disposte in 3 - 4 serie in modo embricato e scalato ed hanno delle forme subulate (quelle esterne) o più grandi, da oblunghe a lanceolate (quelle interne); i bordi sono dentati; il colore è più o meno verde; le brattee sono subpersistenti; gli apici sono acuti o mucronati; la superficie è ricoperta da tricomi ghiandolari a forma di "T". Il ricettacolo, a forma convessa è privo di pagliette.
I fiori, da 12 a 20, sono tetra-ciclici (ossia sono presenti 4 verticilli: calice – corolla – androceo – gineceo) e pentameri (ogni verticillo ha 5 elementi). I fiori sono tubulosi (actinomorfi), ermafroditi (bisessuali) e fertili.
- Formula fiorale:

*/x K {\displaystyle \infty }, [C (5), A (5)], G 2 (infero), achenio
- Calice: i sepali del calice sono ridotti ad una coroncina di squame.
- Corolla: la corolla con un slanciato e lungo tubo con 5 lobi finali è ricoperta da peli a forma di "T"; i lobi hanno delle forme lineari-oblunghe. I colori sono viola, bianco o rosa.
- Androceo: gli stami sono 5 con filamenti liberi, glabri o papillosi e distinti. Le antere sono saldate in un manicotto (o tubo) circondante lo stilo ed hanno in genere hanno una forma sagittata con base scarsamente caudata. Le appendici apicali delle antere non sono ghiandolose. Nell'endotecio sono presenti delle zone più spesse. Il polline normalmente è tricolporato a forma sferica o schiacciata ai poli; non è "lophato", ma è echinato.
- Gineceo: lo stilo è filiforme con due stigmi. La base dello stilo ha dei nodi. Gli stigmi sono lunghi e divergenti; sono sottili, pelosi e con apice acuto; la superficie stigmatica è interna (vicino alla base). L'ovario è infero uniloculare formato da 2 carpelli. L'ovulo è unico e anatropo.

I frutti sono degli acheni con pappo. L'achenio in genere è formato da 4 - 5 coste e superficie densamente setolosa. Nell'achenio, privo di fitomelanina, sono presenti dei rafidi corti o allungati e idioblasti. Il pericarpo può essere di tipo parenchimatico, altrimenti è indurito (lignificato) radialmente.  Il carpoforo (o carpopodium - il ricettacolo alla base del gineceo) è anulare. I pappi, snelli, formati da una o più serie di corte setole persistenti, sono direttamente inseriti nel pericarpo o connati in un anello parenchimatico posto sulla parte apicale dell'achenio.

## Biologia
- Impollinazione: l'impollinazione avviene tramite insetti (impollinazione entomogama tramite farfalle diurne e notturne).
- Riproduzione: la fecondazione avviene fondamentalmente tramite l'impollinazione dei fiori (vedi sopra).
- Dispersione: i semi (gli acheni) cadendo a terra sono successivamente dispersi soprattutto da insetti tipo formiche (disseminazione mirmecoria). In questo tipo di piante può avvenire anche un altro tipo di dispersione: zoocoria. Infatti gli uncini (se presenti) delle brattee dell'involucro si agganciano ai peli degli animali di passaggio disperdendo così anche su lunghe distanze i semi della pianta.

## Distribuzione e habitat
Le specie di questo gruppo si trovano principalmente in Africa (meridionale e centrale).

## Tassonomia
La famiglia di appartenenza di questa voce (Asteraceae o Compositae, nomen conservandum) probabilmente originaria del Sud America, è la più numerosa del mondo vegetale, comprende oltre 23.000 specie distribuite su 1.535 generi, oppure 22.750 specie e 1.530 generi secondo altre fonti (una delle checklist più aggiornata elenca fino a 1.679 generi). La famiglia attualmente (2021) è divisa in 16 sottofamiglie.

### Filogenesi
Le specie di questo gruppo appartengono alla sottotribù Centrapalinae H. Rob, descritta all'interno della tribù Vernonieae Cass. della sottofamiglia Vernonioideae Lindl.. Questa classificazione è stata ottenuta ultimamente con le analisi del DNA delle varie specie del gruppo. Dagli ultimi studi filogenetici sul DNA la tribù Vernonieae è risultata divisa in due grandi cladi: Muovo Mondo e Vecchio Mondo. Centrapalinae occupa una posizione centrale e appartiene al clade del Vecchio Mondo; in particolare è inclusa nel subclade africano più vicino alle specie tropicali americane.
La sottotribù, e quindi i suoi generi, si distingue per i seguenti caratteri:
- il portamento delle specie di questo gruppo è erbaceo perenne o subarbustivo;
- la pubescenza degli steli è fatta di peli semplici o irregolarmente da peli a forma di "T";
- le appendici delle antere talvolta hanno delle pareti cellulari ispessite;
- gli acheni possono avere fino a 10 coste;

In precedenza la tribù Vernonieae, e quindi la sottotribù di questo genere, era descritta all'interno della sottofamiglia Cichorioideae. Il genere di questa voce è stato anche descritto come appartenente alla sottotribù Erlangeinae H.Rob. (sempre nel gruppo delle Vernonieae).
I caratteri distintivi per questo genere sono i seguenti:
- i lobi della corolla sono ricoperti da peli a forma di "T";
- le code delle antere sono corte o mancanti.

I numeri cromosomici delle specie di questo genere sono: 2n = 18 e 20.

### Elenco delle specie
Questo genere ha 10 specie:
- Hilliardiella aristata (DC.) H.Rob.
- Hilliardiella calyculata  (S.Moore) H.Rob.
- Hilliardiella capensis  (Houtt.) H.Rob., Skvarla & V.A.Funk
- Hilliardiella elaeagnoides  (DC.) Swelank. & J.C.Manning
- Hilliardiella flanaganii  (E.Phillips) H.Rob., Skvarla & V.A.Funk
- Hilliardiella hirsuta  (DC.) H.Rob.
- Hilliardiella nudicaulis  (DC.) H.Rob.
- Hilliardiella oligocephala  (DC.) H.Rob.
- Hilliardiella smithiana  (Less.) H.Rob.
- Hilliardiella sutherlandii  (Harv.) H.Rob.